# Qualificazioni al campionato mondiale di calcio 2022 - CONMEBOL
La zona sudamericana delle qualificazioni al campionato mondiale di calcio 2022 ha visto le squadre in competizione per i 4-5 posti (4 posti più un posto allo spareggio intercontinentale) assegnati al continente nella fase finale in Qatar.

## Regolamento
Come nelle edizioni precedenti, le 10 squadre partecipanti sono inserite in un unico girone, con partite di andata e ritorno. Il calendario è stato determinato tramite un sorteggio, tenutosi il 17 dicembre 2019 ad Asunción, in Paraguay.

## Classifica
| Pos. | Squadra   | Pt | G  | V  | N | P  | GF | GS | DR  |
| ---- | --------- | -- | -- | -- | - | -- | -- | -- | --- |
| 1.   | Brasile   | 45 | 17 | 14 | 3 | 0  | 40 | 5  | +35 |
| 2.   | Argentina | 39 | 17 | 11 | 6 | 0  | 27 | 8  | +19 |
| 3.   | Uruguay   | 28 | 18 | 8  | 4 | 6  | 22 | 22 | 0   |
| 4.   | Ecuador   | 26 | 18 | 7  | 5 | 6  | 27 | 19 | +8  |
| 5.   | Perù      | 24 | 18 | 7  | 3 | 8  | 19 | 22 | -3  |
| 6.   | Colombia  | 23 | 18 | 5  | 8 | 5  | 20 | 19 | +1  |
| 7.   | Cile      | 19 | 18 | 5  | 4 | 9  | 19 | 26 | -7  |
| 8.   | Paraguay  | 16 | 18 | 3  | 7 | 8  | 12 | 26 | -14 |
| 9.   | Bolivia   | 15 | 18 | 4  | 3 | 11 | 23 | 42 | -19 |
| 10.  | Venezuela | 10 | 18 | 3  | 1 | 14 | 14 | 34 | -20 |

Legenda: 

         Qualificate direttamente al campionato del mondo 2022
         Qualificata al play-off interzona 2022
Note:
3 punti per ogni vittoria, 1 per ogni pareggio, 0 per ogni sconfitta.
Argentina e Brasile hanno disputato una partita in meno a causa della sospensione e del definitivo annullamento del loro incontro di andata

## Risultati

### 1ª giornata
| Arbitro: | Aquino |

|                                     |           |                |
| L. Suárez 39’ (rig.) M. Gómez 90+3’ | Marcatori | 54’ A. Sánchez |

| Arbitro: | Pitana |

|                    |           |                   |
| A. Romero 67’, 81’ | Marcatori | 52’, 85’ Carrillo |

| Arbitro: | Tobar |

|                  |           |  |
| Messi 13’ (rig.) | Marcatori |  |

| Arbitro: | Guerrero |

|                                 |           |  |
| D. Zapata 16’ Muriel 26’, 45+3’ | Marcatori |  |

| Arbitro: | González |

|                                                                     |           |  |
| Marquinhos 16’ Firmino 30’, 49’ J. Carrasco 66’ (aut.) Coutinho 73’ | Marcatori |  |

### 2ª giornata
| Arbitro: | Haro |

|               |           |                               |
| M. Moreno 24’ | Marcatori | 45’ L. Martínez 79’ J. Correa |

| Arbitro: | Rojas |

|  |           |                |
|  | Marcatori | 58’ G. Giménez |

| Arbitro: | Bascuñán |

|                       |           |                                                      |
| Carrillo 5’ Tapia 59’ | Marcatori | 28’ (rig.), 83’ (rig.), 90+4’ Neymar 64’ Richarlison |

| Arbitro: | Herrera |

|                                 |           |                       |
| Vidal 37’ (rig.) A. Sánchez 41’ | Marcatori | 6’ Lerma 90+1’ Falcao |

| Arbitro: | Roldán |

|                                             |           |                                    |
| M. Caicedo 14’ Estrada 45+3’, 52’ Plata 75’ | Marcatori | 83’ (rig.), 90+5’ (rig.) L. Suárez |

### 3ª giornata
| Arbitro: | Sampaio |

|                        |           |                                           |
| Arce 37’ M. Moreno 60’ | Marcatori | 46’ B. Caicedo 55’ Mena 88’ (rig.) Gruezo |

| Arbitro: | Claus |

|                 |           |                      |
| N. González 41’ | Marcatori | 21’ (rig.) A. Romero |

| Arbitro: | Rapallini |

|  |           |                                          |
|  | Marcatori | 5’ Cavani 54’ (rig.) L. Suárez 73’ Núñez |

| Arbitro: | Ostojich |

|                |           |  |
| Vidal 19’, 34’ | Marcatori |  |

| Arbitro: | Benítez |

|             |           |  |
| Firmino 66’ | Marcatori |  |

### 4ª giornata
| Arbitro: | Loustau |

|                    |           |           |
| Mago 9’ Rondón 81’ | Marcatori | 15’ Vidal |

| Arbitro: | Valenzuela |

|                                                                       |           |                           |
| Arboleda 7’ Mena 9’ Estrada 32’ Arreaga 39’ Plata 78’ Estupiñán 90+1’ | Marcatori | 45+1’ (rig.) J. Rodríguez |

| Arbitro: | Tobar |

|  |           |                            |
|  | Marcatori | 33’ Arthur 45’ Richarlison |

| Arbitro: | Herrera |

|                               |           |                              |
| A. Romero 19’ (rig.) Kaku 72’ | Marcatori | 41’ M. Moreno 45+1’ Cespedes |

| Arbitro: | Roldán |

|  |           |                                 |
|  | Marcatori | 17’ N. González 28’ L. Martínez |

### 7ª giornata
| Arbitro: | Ospina |

|                                |           |                |
| M. Moreno 5’, 83’ Bejarano 60’ | Marcatori | 26’ Chancellor |

| Montevideo 3 giugno 2021, ore 19:00 UTC-3 | Uruguay | 0 – 0 referto | Paraguay | Stadio del Centenario\| Arbitro: \| Roldán \| |
| Arbitro:                                  | Roldán  |               |          |                                               |

| Arbitro: | Valenzuela |

|                  |           |                |
| Messi 23’ (rig.) | Marcatori | 36’ A. Sánchez |

| Arbitro: | Sampaio |

|  |           |                             |
|  | Marcatori | 40’ Mina 49’ Uribe 55’ Díaz |

| Arbitro: | Herrera |

|                                     |           |  |
| Richarlison 65’ Neymar 90+4’ (rig.) | Marcatori |  |

### 8ª giornata
| Arbitro: | Ostojich |

|             |           |                         |
| Plata 90+3’ | Marcatori | 63’ Cueva 89’ Advincula |

| Caracas 8 giugno 2021, ore 18:30 UTC-4 | Venezuela | 0 – 0 referto | Uruguay | Stadio olimpico dell'Università Centrale del Venezuela\| Arbitro: \| Daronco \| |
| Arbitro:                               | Daronco   |               |         |                                                                                 |

| Arbitro: | Tobar |

|                               |           |                      |
| Muriel 51’ (rig.) Borja 90+3’ | Marcatori | 3’ Romero 8’ Paredes |

| Arbitro: | Loustau |

|  |           |                         |
|  | Marcatori | 4’ Neymar 90+3’ Paquetá |

| Arbitro: | Aquino |

|            |           |                   |
| Pulgar 69’ | Marcatori | 81’ (rig.) Moreno |

### 9ª giornata
| Arbitro: | Herrera |

|             |           |              |
| Saucedo 83’ | Marcatori | 69’ Martínez |

| Arbitro: | Matonte |

|                          |           |  |
| Torres 88’ Estrada 90+5’ | Marcatori |  |

| Arbitro: | Cabrera |

|                      |           |                                                |
| Soteldo 90+4’ (rig.) | Marcatori | 45+2’ La. Martínez 71’ J. Correa 74’ A. Correa |

| Arbitro: | Pitana |

|           |           |                   |
| Tapia 24’ | Marcatori | 29’ De Arrascaeta |

| Arbitro: | Haro |

|  |           |             |
|  | Marcatori | 64’ Éverton |

### 6ª giornata
La giornata, inizialmente in programma a marzo 2021, venne rinviata al settembre successivo a causa della pandemia di COVID-19.
La partita tra Brasile e Argentina venne sospesa dopo cinque minuti di gioco sul risultato di 0-0 a seguito dell'abbandono del campo da parte della nazionale albiceleste, scelta - quest'ultima - conseguente all'entrata sul terreno di gioco da parte di funzionari dell'Agenzia nazionale di sorveglianza sanitaria brasiliana, i quali asserivano che quattro calciatori argentini (di cui tre titolari in quel momento) avevano violato le regole di quarantena disposte dal protocollo per il contenimento del COVID-19. Il 14 febbraio 2022, il Comitato disciplinare della FIFA stabilì che la partita si sarebbe rigiocata in una data ed in un luogo scelti a discrezione della FIFA e il 22 aprile, la federazione internazionale la riprogrammò al 22 settembre 2022 dando mandato alla CBF di comunicare sede, stadio ed orario dell'incontro entro il 22 giugno 2022. Tuttavia il 16 agosto 2022, considerata anche l'ininfluenza della partita vista la classifica finale, l'AFA comunicò di aver risolto assieme alla CBF e alla FIFA il contenzioso davanti al Tribunale Arbitrale dello Sport di Losanna decidendo di non terminare la partita, anche per permettere alle due selezioni di disputare i rispettivi incontri amichevoli di preparazione al campionato mondiale, e accettando le rispettive responsabilità per gli eventi che hanno dato luogo alla sospensione. A fronte di ciò la federcalcio argentina era stata condannata al pagamento di un'ammenda complessiva di 150 000 franchi svizzeri, metà della quale sospesa con la condizionale di due anni.
|  | Brasile | – annullata referto | Argentina |  |

| Quito 5 settembre 2021, ore 16:00 UTC-5 | Ecuador | 0 – 0 referto | Cile | Stadio Rodrigo Paz Delgado\| Arbitro: \| Tello \| |
| Arbitro:                                | Tello   |               |      |                                                   |

| Arbitro: | Claus |

|              |           |                     |
| Sanabria 40’ | Marcatori | 53’ (rig.) Cuadrado |

| Arbitro: | Aquino Gaona |

|                                                        |           |                        |
| De Arrascaeta 15’, 67’ (rig.) Valverde 31’ Álvarez 47’ | Marcatori | 59’, 84’ (rig.) Moreno |

| Arbitro: | Quiroz |

|           |           |  |
| Cueva 35’ | Marcatori |  |

### 10ª giornata
| Arbitro: | Tobar |

|                        |           |                |
| Martínez 7’ Romero 46’ | Marcatori | 90’ Chancellor |

| Arbitro: | Daronco |

|               |           |  |
| Pereiro 90+2’ | Marcatori |  |

| Arbitro: | Cunha |

|                                |           |             |
| Borja 19’ (rig.), 20’ Díaz 74’ | Marcatori | 56’ Meneses |

| Arbitro: | Ortega |

|                     |           |  |
| Messi 14’, 64’, 88’ | Marcatori |  |

| Arbitro: | Roldán |

|                        |           |  |
| Everton 15’ Neymar 40’ | Marcatori |  |

### 11ª giornata
| Montevideo 7 ottobre 2021, ore 20:00 UTC-3 | Uruguay    | 0 – 0 referto | Colombia | Stadio Gran Parque Central\| Arbitro: \| Valenzuela \| |
| Arbitro:                                   | Valenzuela |               |          |                                                        |

| Asunción 7 ottobre 2021, ore 20:00 UTC-3 | Paraguay | 0 – 0 referto | Argentina | Stadio Defensores del Chaco\| Arbitro: \| Daronco \| |
| Arbitro:                                 | Daronco  |               |           |                                                      |

| Arbitro: | Ortega |

|             |           |                                                |
| Ramírez 11’ | Marcatori | 71’ Marquinhos 85’ (rig.) Barbosa 90+5’ Antony |

| Arbitro: | Roldán |

|                               |           |  |
| Estrada 14’ Valencia 17’, 19’ | Marcatori |  |

| Arbitro: | Ferreyra |

|                    |           |  |
| Cueva 35’ Peña 64’ | Marcatori |  |

### 5ª giornata
Giornata inizialmente in programma a marzo 2021, rinviata ad ottobre
| Arbitro: | Guerrero |

|          |           |  |
| Vaca 82’ | Marcatori |  |

| Arbitro: | Cunha |

|                        |           |                     |
| Machís 45+1’ Bello 64’ | Marcatori | 37’ (rig.) Valencia |

| Barranquilla 10 ottobre 2021, ore 16:00 UTC-5 | Colombia | 0 – 0 referto | Brasile | Stadio metropolitano Roberto Meléndez\| Arbitro: \| Loustau \| |
| Arbitro:                                      | Loustau  |               |         |                                                                |

| Arbitro: | Tobar |

|                                       |           |  |
| Messi 38’ de Paul 44’ L. Martínez 62’ | Marcatori |  |

| Arbitro: | Pitana |

|                       |           |  |
| Brereton 68’ Isla 72’ | Marcatori |  |

### 12ª giornata
| Arbitro: | Matonte |

|                                                       |           |  |
| Ramallo 21’ Villarroel 53’ Ábrego 84’ Fernández 90+4’ | Marcatori |  |

| Barranquilla 14 ottobre 2021, ore 16:00 UTC-5 | Colombia | 0 – 0 referto | Ecuador | Stadio metropolitano Roberto Meléndez\| Arbitro: \| Haro \| |
| Arbitro:                                      | Haro     |               |         |                                                             |

| Arbitro: | Sampaio |

|                 |           |  |
| L. Martínez 43’ | Marcatori |  |

| Arbitro: | Claus |

|                              |           |  |
| Pulgar 18’, 37’ Brereton 73’ | Marcatori |  |

| Arbitro: | Rapallini |

|                                          |           |               |
| Neymar 10’ Raphinha 18’, 58’ Barbosa 83’ | Marcatori | 77’ L. Suárez |

### 13ª giornata
| Arbitro: | Ferreyra |

|              |           |  |
| Hincapié 41’ | Marcatori |  |

| Arbitro: | Loustau |

|  |           |                     |
|  | Marcatori | 56’ (aut.) A. Silva |

| Arbitro: | Tobar |

|             |           |  |
| Paquetá 72’ | Marcatori |  |

| Arbitro: | Aquino |

|                                |           |  |
| Lapadula 9’ Cueva 31’ Peña 39’ | Marcatori |  |

| Arbitro: | Herrera |

|  |           |             |
|  | Marcatori | 7’ Di María |

### 14ª giornata
| Arbitro: | Sampaio |

|                          |           |  |
| Arce 29’, 79’ Moreno 45’ | Marcatori |  |

| Arbitro: | Arleu De Araujo |

|            |           |                        |
| Machís 52’ | Marcatori | 18’ Lapadula 65’ Cueva |

| Barranquilla 16 novembre 2021, ore 18:00 UTC-5 | Colombia | 0 – 0 referto | Paraguay | Stadio metropolitano Roberto Meléndez\| Arbitro: \| Tello \| |
| Arbitro:                                       | Tello    |               |          |                                                              |

| San Juan 16 novembre 2021, ore 20:30 UTC-3 | Argentina | 0 – 0 referto | Brasile | Stadio San Juan del Bicentenario\| Arbitro: \| Cunha \| |
| Arbitro:                                   | Cunha     |               |         |                                                         |

| Arbitro: | Rapallini |

|  |           |                            |
|  | Marcatori | 9’ Estupiñán 90+3’ Caicedo |

### 15ª giornata
| Arbitro: | Roldán |

|               |           |             |
| F. Torres 75’ | Marcatori | 6’ Casemiro |

| Arbitro: | Herrera |

|  |           |               |
|  | Marcatori | 50’ L. Suarez |

| Arbitro: | Daronco |

|              |           |                              |
| Brereton 21’ | Marcatori | 10’ Di María 34’ L. Martínez |

| Arbitro: | Valenzuela |

|  |           |            |
|  | Marcatori | 85’ Flores |

| Arbitro: | Guerrero |

|                                 |           |               |
| Rondón 24’, 34’, 67’ Machís 55’ | Marcatori | 38’ B.Miranda |

### 16ª giornata
| Arbitro: | Herrera |

|                        |           |                               |
| Enoumba 37’ Moreno 88’ | Marcatori | 14’, 85’ A. Sánchez 77’ Núñez |

| Arbitro: | Bruno Arleu |

|                                                                  |           |                 |
| Bentancur 1’ De Arrascaeta 23’ Cavani 45+1’ L. Suàrez 53’ (rig.) | Marcatori | 65’ J. Martínez |

| Arbitro: | Claus |

|                 |           |  |
| L. Martínez 29’ | Marcatori |  |

| Arbitro: | Sampaio |

|            |           |            |
| Flores 69’ | Marcatori | 2’ Estrada |

| Arbitro: | Tello |

|                                                  |           |  |
| Raphinha 28’ Coutinho 62’ Antony 86’ Rodrygo 88’ | Marcatori |  |

### 17ª giornata
| Arbitro: | Daronco |

|                   |           |  |
| De Arrascaeta 42’ | Marcatori |  |

| Arbitro: | Tello |

|                              |           |  |
| Díaz 39’ Borja 72’ Uribe 90’ | Marcatori |  |

| Arbitro: | Herrera |

|                                                                            |           |  |
| Neymar 44’ (rig.) Vinícius Jr. 45+1’ Coutinho 72’ (rig.) Richarlison 90+1’ | Marcatori |  |

| Arbitro: | Valenzuela |

|                                               |           |                    |
| Morales 10’ Hincapié 45+6’ (aut.) Almirón 54’ | Marcatori | 85’ (rig.) Caicedo |

| Arbitro: | Ortega |

|                                        |           |  |
| N. González 34’ Di María 79’ Messi 82’ | Marcatori |  |

### 18ª giornata
| Arbitro: | Rapallini |

|                       |           |  |
| Lapadula 5’ Yotun 42’ | Marcatori |  |

| Arbitro: | Sampaio |

|  |           |                   |
|  | Marcatori | 45+4’ J.Rodriguez |

| Arbitro: | Aquino |

|  |           |                                                    |
|  | Marcatori | 24’ Paquetá 45’, 90+1’ Richarlison 66’ B.Guimarães |

| Arbitro: | Loustau |

|  |           |                         |
|  | Marcatori | 79’ Suárez 90’ Valverde |

| Arbitro: | Claus |

|                |           |                |
| Valencia 90+3’ | Marcatori | 24’ J. Álvarez |

## Statistiche

### Classifica marcatori
10 gol
- Marcelo Moreno (2 rig.)

8 gol
- Neymar (4 rig.)

- Luis Suàrez (5 rig.)

7 gol
- Lautaro Martínez

- Lionel Messi (2 rig.)

6 gol
- Richarlison

- Michael Estrada

5 gol
- Alexis Sánchez

- Christian Cueva

- Giorgian De Arrascaeta (1 rig.)

4 gol
- Arturo Vidal (1 rig.)
- Miguel Borja

- Enner Valencia (1 rig.)
- Ángel Romero (2. rig)

- Salomón Rondón

3 gol
- Ángel Di María
- Nicolás González
- Juan Carlos Arce
- Lucas Paquetá
- Philippe Coutinho (1 rig.)

- Raphinha
- Roberto Firmino
- Erick Pulgar
- Ben Brereton
- Luis Fernando Díaz

- Luis Muriel (1 rig.)
- Gonzalo Plata
- André Carrillo
- Gianluca Lapadula
- Darwin Machís

2 gol
- Joaquín Correa
- Antony
- Gabriel Barbosa (1 rig.)
- Marquinhos
- Éverton Ribeiro
- James Rodríguez (2 rig.)

- Mateus Uribe
- Ángel Mena
- Pervis Estupiñán
- Félix Caicedo
- Moisés Caicedo
- Alejandro Romero

- Renato Tapia
- Sergio Peña
- Édison Flores
- Edinson Cavani
- Federico Valverde
- Jhon Chancellor

1 gol
- Julián Álvarez
- Ángel Correa
- Cristian Romero
- Leandro Paredes
- Rodrigo de Paul
- Boris Cespedes
- Bruno Miranda
- Diego Bejarano
- Fernando Saucedo
- Marc Enoumba
- Moisés Villarroel
- Ramiro Vaca
- Roberto Fernández
- Rodrigo Ramallo
- Víctor Ábrego
- Arthur
- Casemiro
- Bruno Guimarães

- Rodrygo
- Vinícius Júnior
- Duván Zapata
- Jefferson Lerma
- Juan Cuadrado
- Radamel Falcao
- Roger Martínez
- Yerry Mina
- Mauricio Isla
- Marcelino Núñez
- Jean Meneses
- Carlos Gruezo (1 rig.)
- Beder Caicedo
- Jordy Caicedo (1 rig.)
- Piero Hincapié
- Robert Arboleda
- Xavier Arreaga

- Antonio Sanabria
- Gastón Giménez
- Héctor Martínez
- Miguel Almirón
- Robert Morales
- Luis Advíncula
- Yoshimar Yotún
- Agustín Álvarez Wallace
- Darwin Núñez
- Gastón Pereiro
- Maxi Gómez
- Rodrigo Bentancur
- Josef Martínez
- Eric Ramírez
- Yeferson Soteldo
- Eduard Bello
- Luis Mago

Autoreti
- José María Carrasco (1 pro  Brasile)
- Piero Hincapié (1 pro  Paraguay)
- Antony Silva (1 pro  Cile)